# Hudson Pacemaker (1938)
Hudson Pacemaker – samochód osobowy produkowany pod amerykańską marką Hudson w latach 1938–1939.

## Dane techniczne
- Pojemność: 3,4 litra
- Cylindry: 4
- Moc: 96 KM
- Typ silnika: dolnozaworowy
- Napęd: tylny